# Pegoplata fukushii
Pegoplata fukushii är en tvåvingeart som beskrevs av Masayoshi Suwa 1990. Pegoplata fukushii ingår i släktet Pegoplata och familjen blomsterflugor. Inga underarter finns listade i Catalogue of Life.